# Mindy Kumbalek
Mindy Kumbalek (* in Oshkosh, Wisconsin), bürgerlicher Name: Melinda Mary Kumbalek,  ist eine ehemalige Musikerin US-amerikanischer Herkunft. Bekannt wurde sie als Keyboarderin und Saxofonistin der Band Goethes Erben, der sie 1991 beitrat und die sie bis zu ihrem Ausstieg im Jahr 2007 kompositorisch unterstützte.

## Leben
Kumbalek wurde in Oshkosh, Wisconsin, geboren. Dort wuchs sie mit ihren drei Geschwistern auf und ging auf die Oshkosh North High School. Im Alter von 9 Jahren entdeckte sie ihre Leidenschaft für Musik und sammelte bald erste Erfahrungen mit unterschiedlichen Instrumenten (Saxofon, Schlagzeug, Gitarre). 1989 beendete sie die Schule.
Mit 17 zog sie nach Deutschland und wohnte zunächst im nordbayerischen Kitzingen, wo schon ihre Mutter mehrere Jahre lang auf einem US-Militärstützpunkt gearbeitet hatte. Als Stammgast des Szene-Clubs Etage lernte Kumbalek Oswald Henke kennen und siedelte später in die Nähe von Bayreuth über, wo beide sich gemeinsam eine Wohngemeinschaft teilten.
Kumbalek wurde im Februar 1991, neben Oswald Henke, gleichwertiges Mitglied der Formation Goethes Erben, nachdem der frühere Mitstreiter Peter Seipt die Band verlassen hatte. Sie brachte sich autodidaktisch das Keyboardspielen bei, hatte sich darüber hinaus Kenntnisse des Saxofonspiels angeeignet und versuchte sich als Perkussionistin. Henke und Kumbalek bildeten fortan die Grundbesetzung des Projektes, dessen künstlerisches Konzept sie jeweils mit „Musiktheater“ (live) oder mit „Hörspiel“ (auf Tonträger) umschrieben hatten.
Auf der Niemandsland-Tour mit Goethes Erben fasste Kumbalek im März 1993 den Entschluss, unter dem Namen Still Silent eigene Ideen zu verwirklichen. Zunächst als reines Gelegenheitsprojekt geplant, erschien 1994 ein erstes Stück – Shadow – auf der Compilation Zwei Welten. Als Sängerin fungierte Rose Bihler-Shah (Sarband). Im selben Jahr folgte mit T.V. God ein weiteres Lied auf der Compilation Paranoise Volume 1. Es handelt sich dabei um eine Zusammenarbeit mit dem Gastsänger Eric Burton (Catastrophe Ballet). Schon bald begannen die Aufnahmen zum ersten Album, zeitweilig unter dem Arbeitstitel Nightmares.
In der Folge veröffentlichte Kumbalek zwei Alben, Sick World (1996) und Sweet Hallucinations of a Distant World (1998), für die sie mit zahlreichen Gastmusikern kooperierte, u. a. mit Peter Spilles (Project Pitchfork), Eric Burton und Wolfram Nestroy (Catastrophe Ballet), Christian Komorowski (Deine Lakaien), Rodney Orpheus ( The Cassandra Complex), Volker Zacharias (Girls Under Glass) sowie Christian Wolz und wiederholt mit Rose Bihler-Shah (Sarband, Vox).
Der größte Erfolg ihres Projekts war das Lied Shockwaved, das den Weg auf zahlreiche Compilations fand. Peter Spilles und Wolfram „Troy“ Nestroy erarbeiteten hierfür die musikalische Grundlage. Shockwaved – ursprünglich in englischer Sprache – wurde 2001 unter dem Titel Nichts bleibt wie es war durch Goethes Erben neu vertont.
Daneben wirkte Kumbalek an diversen Projekten der Alternative-Szene mit, kooperierte mit Christian Dörge (Heldentor) und verfasste mehrere Liedtexte, u. a. für Wolfsheim (Spectators) und  Girls Under Glass (Minddiver). Darüber hinaus war sie am Projekt Schiller feat. Heppner (Dream of You) beteiligt und schrieb die englischen Liner Notes für das Helium-Vola-Debüt.
Ein weiteres Künstlerprojekt unter dem Namen Mad Musical Memories, das für 1997 anberaumt wurde und für das Gedichte des Lyrikers Stephen Crane ins Deutsche übersetzt worden waren, blieb bis heute unveröffentlicht.
Kumbalek verließ Goethes Erben nach dem Werk Dazwischen. Die Trennung wurde im Dezember 2007 bekanntgegeben. Sie lebt heute in Berlin (wohin sie 1998 zog) und in Ísafjörður, Island, und arbeitet seit Ende der 1990er als Übersetzerin. Sie ist außerdem Geschäftsführerin der Media Lingua Translations GmbH, einer Übersetzungsagentur mit Sitz in Berlin.

## Diskografie

### Mit Goethes Erben
- 1992: Das Sterben ist ästhetisch bunt (CD)
- 1992: Der Traum an die Erinnerung (CD)
- 1993: Die Brut (EP)
- 1993: Leben im Niemandsland (Livemitschnitt vom 10. Juni 1993 im Zwischenfall, Bochum) (CD)
- 1994: Tote Augen sehen Leben (CD)
- 1994: Ein Moment der Ruhe (auf der Compilation Zwischenfall – From the 80’s to the 90’s) (DCD)
- 1995: Der, die, das (EP)
- 1995: Die Form (R-Remix) (auf der Compilation Spark in the Dark) (DCD)
- 1995: Goethes Erben („Das Blaue Album“, manchmal auch nur als „Blau“ betitelt) (CD)
- 1997: Schach ist nicht das Leben (CD)
- 1997: Sitz der Gnade (MCD)
- 1998: Marionetten (MCD)
- 1999: Gewaltberechtigt? (Wiederveröffentlichung von „Die Brut“ und „Sitz der Gnade“) (CD)
- 1999: Kondition: Macht! – Das Musikwerk (CD)
- 2001: Glasgarten (feat. Peter Heppner) (MCD)
- 2001: Nichts bleibt wie es war (CD)
- 2001: Der Eissturm (MCD)
- 2003: Leibhaftig (DVD + CD)
- 2005: Alptraumstudio (CDS)
- 2005: Dazwischen (CD)
- 2006: Tage des Wassers (EP)

### Mit Still Silent
- 1994: Shadow [auf der Compilation Zwei Welten] (CD)
- 1994: T.V. God [exklusive Version des Stücks auf der Compilation Paranoise Volume 1] (CD)
- 1996: Sick World (CD)
- 1998: Sweet Hallucinations of a Distant World (CD)

## Übersetzungen (Auswahl)
- Ralph Tegtmeier (Frater U. D.): High Magic. Theory & Practice, Llewellyn's, St. Paul, Minnesota 2005, ISBN 978-0-7387-0471-5
- Ralph Tegtmeier (Frater U. D.): High Magic II: Expanded Theory and Practice, Llewellyn's, St. Paul, Minnesota 2008, ISBN 978-0-7387-1063-1
- Ralph Tegtmeier (Frater U. D.): Where Do Demons Live? Everything You Want to Know About Magic, Llewellyn's, St. Paul, Minnesota 2010, ISBN 978-0-7387-1479-0
- Ralph Tegtmeier (Frater U. D.):  Money Magic: Mastering Prosperity in Its True Element, Llewellyn's, St. Paul, Minnesota 2011, ISBN 978-0-7387-2127-9
- Hagen von Tulien, Felix Wolf: Listening to the Voice of Silence. A Contemporary Perspective on the Fraternitas Saturni, 2015